# Комсомольский район (Хабаровский край)
Комсомо́льский райо́н — административно-территориальная единица (район) и муниципальное образование (муниципальный район) в Хабаровском крае Российской Федерации.
Административный центр — город Комсомольск-на-Амуре (в состав района не входит).

## География
Комсомольский район расположен в центральной части Хабаровского края. Общая площадь района — 25 230 км². Район граничит на севере с Солнечным районом, на востоке — с Ульчским, на юго-востоке — с Ванинским, на юге — с Нанайским, на западе — с Амурским. Выхода к морю не имеет. Район относится к местностям, приравненным к районам Крайнего Севера.
Район занимает право- и левобережье реки Амур, по характеру рельефа может быть разделён на две части — низменные места поймы реки Амур и его притоков и возвышенности, подступающие к правому и левому берегу Амура. К правому берегу Амура подходят горные отроги системы Сихотэ-Алиня, местами отодвигаются от берега, уступая место низменным равнинам поймы. Рельеф левого берега реки Амура и нижней части бассейна её притока Горина имеет более сложный характер — здесь широко распространены невысокие плосковершинные возвышенности. Среди озёр размерами выделяются Хумми и Галечное.

## История
Активное заселение Приамурья началось в середине XIX века. Тогда на берега Амура в поисках лучшей доли потянулись казаки, промысловые люди, земледельцы из центральных губерний России. Богатые зверьём и рыбой новые места не разочаровали переселенцев. Быстро росли по соседству с нанайскими и орочскими русские села, названные чаще всего в память о старой родине: Среднетамбовское, Пермское, Верхнетамбовское.
Комсомольский район впервые был образован 4 января 1926 года в составе Дальневосточного края и назывался «Нижнетамбовским». В 1932 году он был переименован в «Комсомольский». С 1939 года Комсомольский район находится в составе Хабаровского края. В 1962 году границы и территория Комсомольского района изменились — из его состава был выделен Амурский район, а в 1977 году, в связи с реорганизацией, ещё 9 сельских советов отделились и вошли в состав вновь образованного Солнечного района.
В 1947 году введен в эксплуатацию участок БАМа — Комсомольск-на-Амуре — Советская Гавань, а 26 сентября 1975 года был открыт железнодорожный мост через реку Амур.

## Население
| 1933    | 1959    | 1970    | 1979    | 1989    | 2000    | 2002    |
| ------- | ------- | ------- | ------- | ------- | ------- | ------- |
| 20 000  | ↗55 469 | ↘47 081 | ↘29 629 | ↗33 649 | ↘29 000 | ↗31 563 |
| 2004    | 2008    | 2009    | 2010    | 2011    | 2012    | 2013    |
| ↘31 492 | ↗31 800 | ↗32 364 | ↘29 072 | ↗29 293 | ↗29 544 | ↘29 334 |
| 2014    | 2015    | 2016    | 2017    | 2018    | 2019    | 2020    |
| ↘29 097 | ↘28 618 | ↘28 000 | ↘27 745 | ↘27 512 | ↗27 633 | ↗27 694 |
| 2021    | 2023    | 2024    | 2025    |         |         |         |
| ↘24 015 | ↗24 018 | ↗24 386 | ↘24 279 |         |         |         |

Население района по переписи 2002 года составило 31 563 человека, из них 16 661 мужчина и 14 902 женщины (52,8 %% и 47,2 % соответственно). Городское население составляет 847 человек (2,7 %), сельское — 30 716 человек (97,3 %). Крупнейшим населённым пунктом района является село Хурба, с населением 5046 чел. Вторым по величине — село Селихино, население 3624 чел.

### Национальный состав
Комсомольский район — многонациональный. Здесь проживают представители более 20 национальностей, в том числе и малые народности Севера — 1107 человек.

## Муниципально-территориальное устройство
В Комсомольский муниципальный район входит 21 муниципальное образование со статусом сельского поселения, а также 1 межселенная территория без какого-либо статуса муниципального образования:
| №         | Сельское поселение     | Административный центр | Количество населённых пунктов | Население | Площадь, км² |
| --------- | ---------------------- | ---------------------- | ----------------------------- | --------- | ------------ |
| 1         | Бельговское            | село Бельго            | 2                             | ↗302      | 8,13         |
| 2         | Село Боктор            | село Боктор            | 1                             | ↘252      | 17,71        |
| 3         | Село Большая Картель   | село Большая Картель   | 1                             | ↗1567     | 16,24        |
| 4         | Верхнетамбовское       | село Верхнетамбовское  | 1                             | ↘129      | 7,37         |
| 5         | Село Верхняя Эконь     | село Верхняя Эконь     | 1                             | ↗501      | 5,02         |
| 6         | Гайтерское             | село Гайтер            | 2                             | ↘626      | 12,44        |
| 7         | Галичное               | посёлок Галичный       | 2                             | ↗485      | 6,75         |
| 8         | Гурское                | посёлок Гурское        | 2                             | ↗655      | 18,09        |
| 9         | Село Даппы             | село Даппы             | 1                             | ↗329      | 6,22         |
| 10        | Кенайское              | посёлок Кенай          | 1                             | ↘485      | 14,72        |
| 11        | Посёлок Молодёжный     | посёлок Молодёжный     | 1                             | ↗1297     | 13,95        |
| 12        | Нижнетамбовское        | село Нижнетамбовское   | 1                             | ↘767      | 54,03        |
| 13        | Нижнехалбинское        | село Нижние Халбы      | 2                             | ↗420      | 32,77        |
| 14        | Село Новоильиновка     | село Новоильиновка     | 1                             | ↗67       | 9,38         |
| 15        | Село Новый Мир         | село Новый Мир         | 1                             | ↗1091     | 39,30        |
| 16        | Село Пивань            | село Пивань            | 1                             | ↘1730     | 25,08        |
| 17        | Селихинское            | село Селихино          | 2                             | ↘3646     | 23,33        |
| 18        | Село Хурба             | село Хурба             | 1                             | ↘5046     | 33,33        |
| 19        | Снежненское            | посёлок Снежный        | 2                             | ↘1578     | 20,29        |
| 20        | Уктурское              | посёлок Уктур          | 1                             | ↘1268     | 27,12        |
| 21        | Ягодненское            | посёлок Ягодный        | 3                             | ↗1754     | 23,15        |
| 21.000001 | межселенная территория |                        | 6                             |           |              |

### Населённые пункты
В Комсомольском районе 32 населённых пунктов (райцентр город Комсомольск-на-Амуре в состав района не входит).
| №  | Населённый пункт | Тип             | Население | Сельское поселение     |
| -- | ---------------- | --------------- | --------- | ---------------------- |
| 1  | Бельго           | село            | ↘302      | Бельговское            |
| 2  | Бичи             | село            | ↘2        | межселенная территория |
| 3  | Боктор           | село            | ↘252      | Село Боктор            |
| 4  | Большая Картель  | село            | ↗1567     | Село Большая Картель   |
| 5  | Верхнетамбовское | село            | ↘129      | Верхнетамбовское       |
| 6  | Верхняя Эконь    | село            | ↗501      | Село Верхняя Эконь     |
| 7  | Гайтер           | посёлок станции | ↗41       | Гайтерское             |
| 8  | Гайтер           | село            | ↘585      | Гайтерское             |
| 9  | Галичный         | посёлок         | ↘483      | Галичное               |
| 10 | Гурское          | посёлок         | ↘632      | Гурское                |
| 11 | Даппы            | село            | ↗329      | Село Даппы             |
| 12 | Кенай            | посёлок         | ↘485      | Кенайское              |
| 13 | Мачтовый         | посёлок         | ↗6        | межселенная территория |
| 14 | Молодёжный       | посёлок         | ↗1297     | Посёлок Молодёжный     |
| 15 | Нижнетамбовское  | село            | ↘767      | Нижнетамбовское        |
| 16 | Нижние Халбы     | село            | ↗401      | Нижнехалбинское        |
| 17 | Новоильиновка    | село            | ↗67       | Село Новоильиновка     |
| 18 | Новый Мир        | село            | ↗1091     | Село Новый Мир         |
| 19 | Октябрьский      | посёлок         | ↘0        | межселенная территория |
| 20 | Пивань           | село            | ↘1730     | Село Пивань            |
| 21 | Пони             | посёлок станции | ↘0        | Снежненское            |
| 22 | Селихино         | село            | ↘3624     | Селихинское            |
| 23 | Снежный          | посёлок         | ↘1578     | Снежненское            |
| 24 | Среднетамбовское | село            | ↘19       | Нижнехалбинское        |
| 25 | Уктур            | посёлок         | ↘1268     | Уктурское              |
| 26 | Хурба            | село            | ↘5046     | Село Хурба             |
| 27 | Чёрный Мыс       | село            | ↘142      | Ягодненское            |
| 28 | Шелехово         | село            | ↘18       | Ягодненское            |
| 29 | Эльдиган         | посёлок станции | ↗8        | межселенная территория |
| 30 | Эммер            | село            | ↗22       | Селихинское            |
| 31 | Ягодный          | посёлок         | ↘1594     | Ягодненское            |
| 32 | 105 км           | разъезд         | ↗23       | Гурское                |

Упразднённые населённые пункты
- 2011 год — посёлки при станции Аксака и Удоми[34].
- 2015 год — село Чучи, а также разъезды 101 км и 135 км[35].
- 2024 год — населённый пункт Дом отдыха Шарголь, село Пионерский лагерь имени Олега Кошевого, посёлок станции Почепта

## Главы района
До 1991 года номинальным главой района был председатель Комсомольского райисполкома. Этот пост занимали:
- Николай Акимович Камышинский (1987—1991)

С 1991 года район возглавляет глава администрации. Этот пост занимали:
- Николай Акимович Камышинский (1991—1995)
- Александр Васильевич Коломыцев (с 1999)[1]

## Галерея

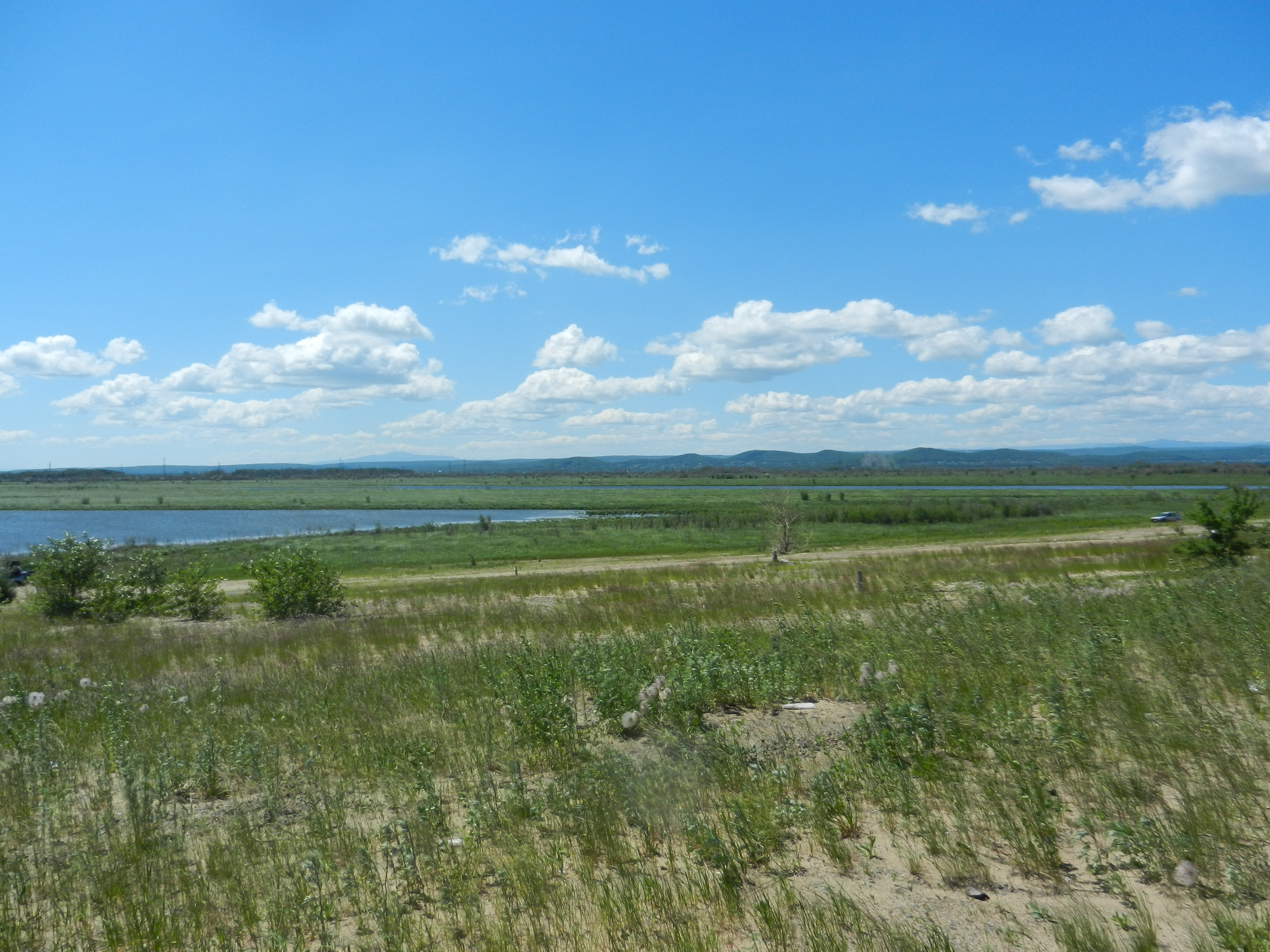
Левый берег реки Амур. Амурские протоки
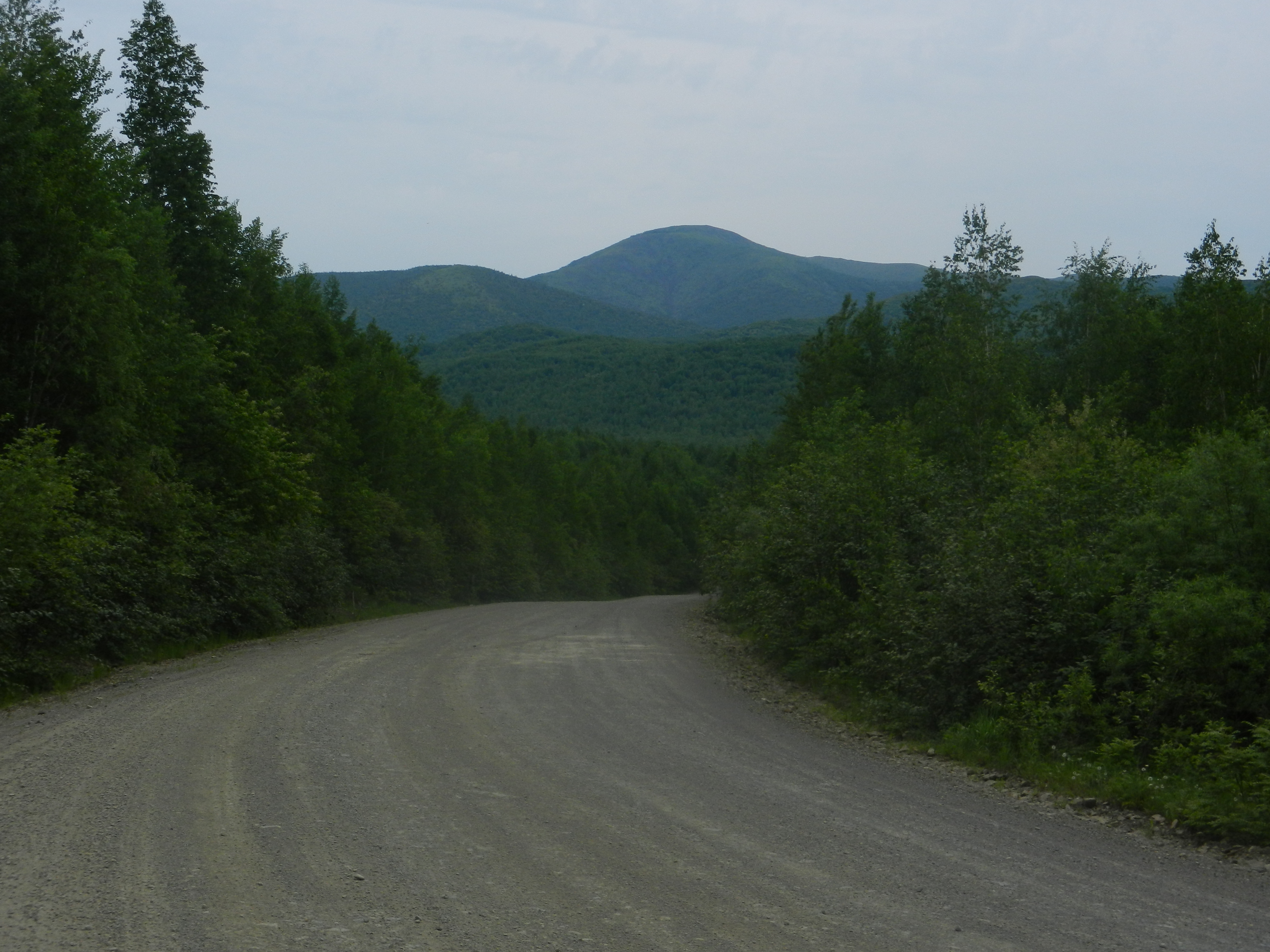
Лесовозная дорога
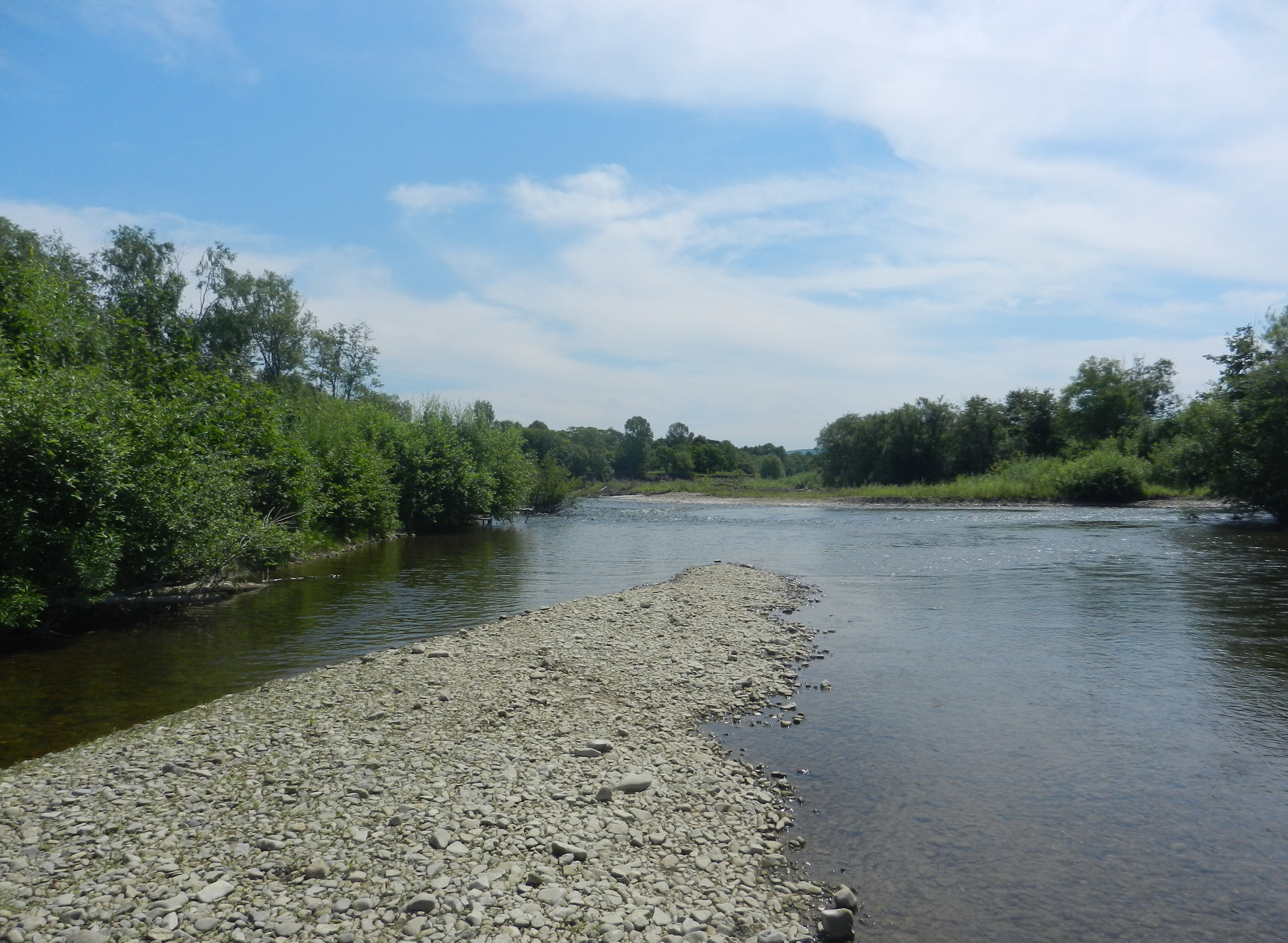
Река Силинка в Силинском парке
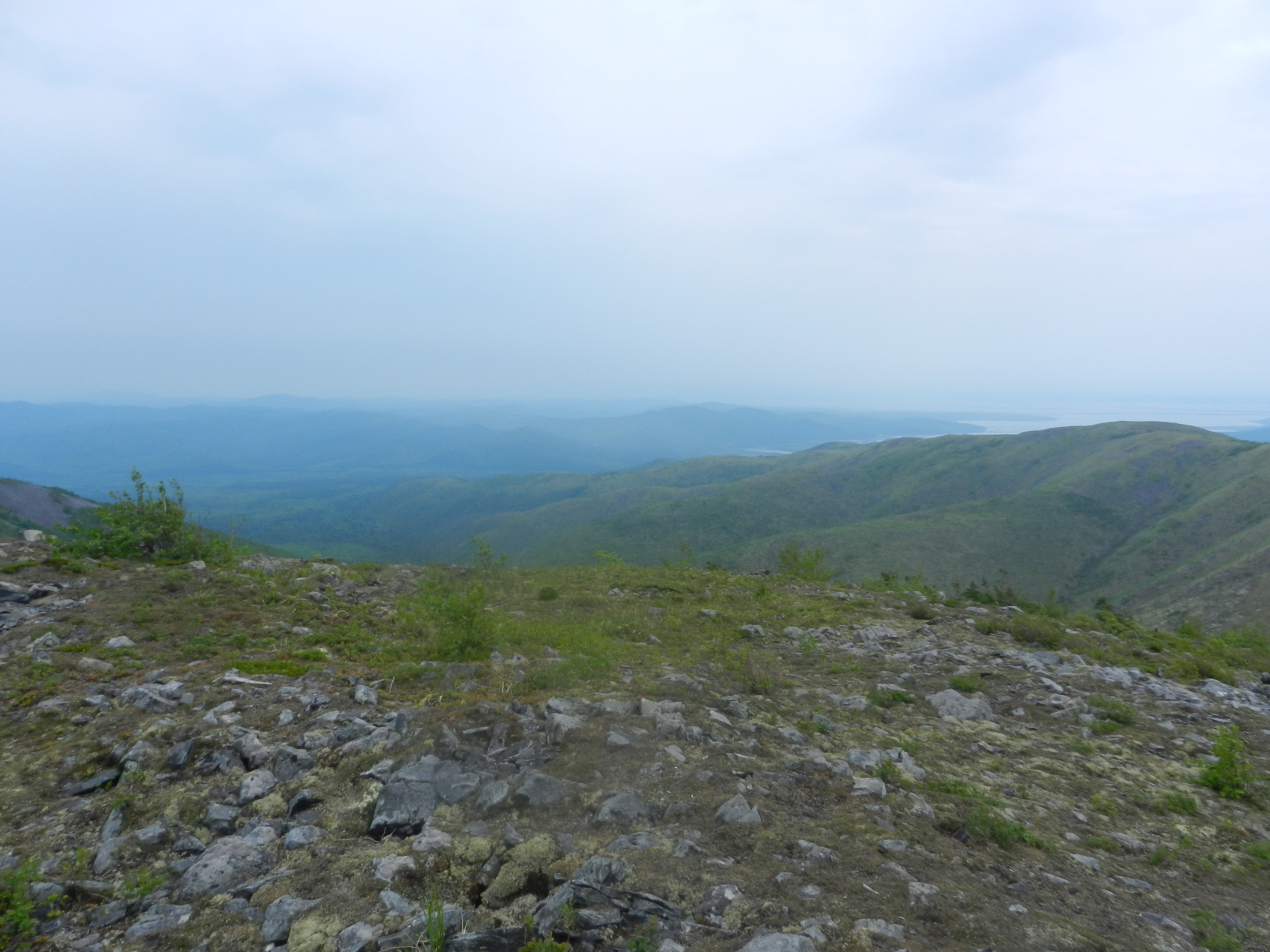
Вид на Комсомольский заповедник
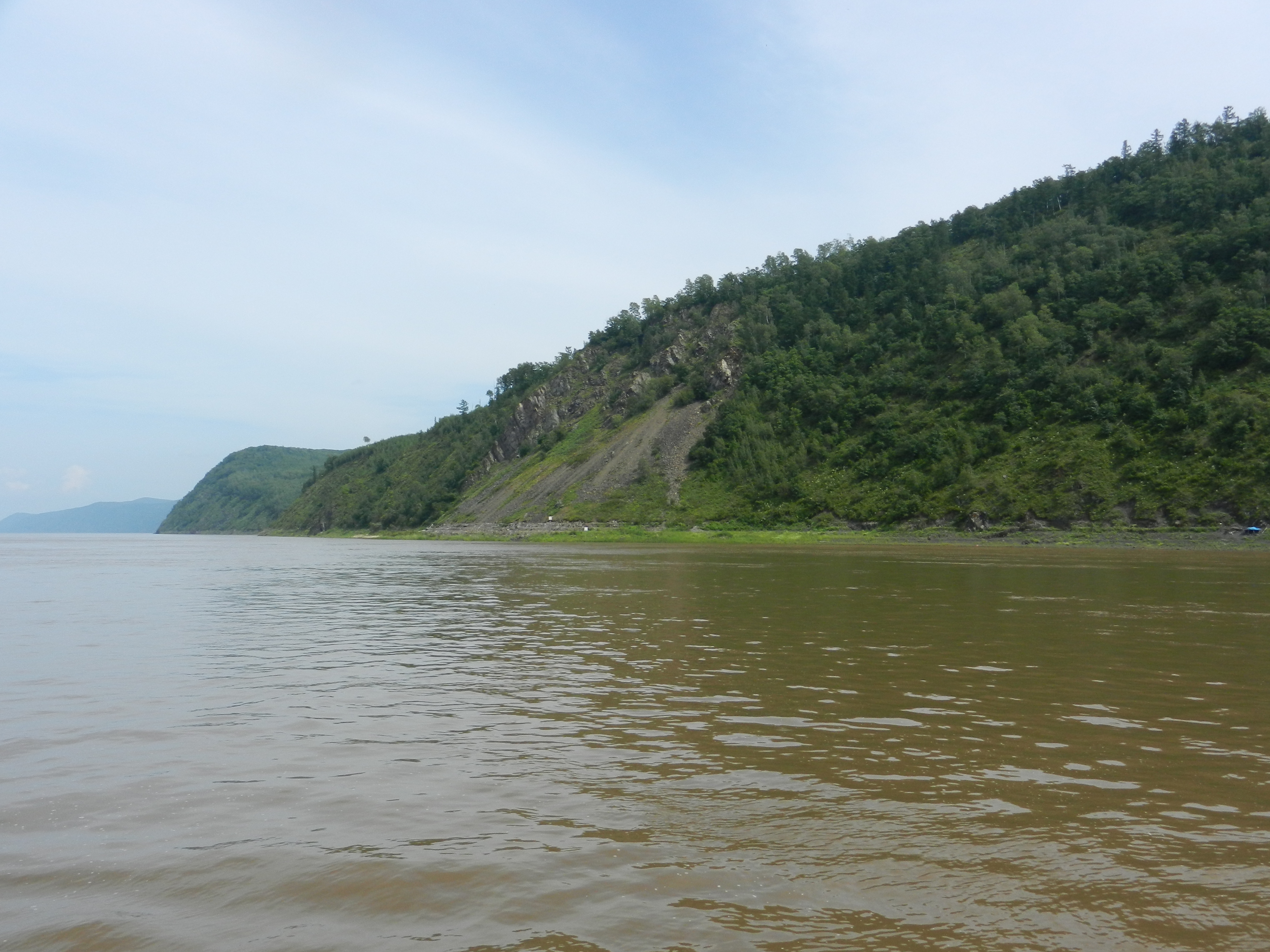
Правый берег Амура